# 诺阿亚 (多姆山省)
诺阿亚（法語：Noalhat）是法国多姆山省的一个市镇，属于梯也尔区（Thiers）沙泰勒东县（Châteldon）。该市镇总面积5.13平方公里，2009年时的人口为227人。

## 人口
诺阿亚人口变化图示